# Sânmihaiu German, Timiș
Sânmihaiu German, alternativ Sânmihaiul German, (în germană Deutschsanktmichael, în maghiară Németszentmihály) este un sat în comuna Sânmihaiu Român din județul Timiș, Banat, România. La recensământul din 2002, populația satului era de 733 locuitori, în creștere.

## Istorie
Satul Sânmihaiu German a fost unul dintre primele așezări din Banat colonizate după cucerirea Banatului de către Imperiul Habsburgic. Primele colonizări cu populații germane (șvabi) au avut loc la 1717, al doilea val de coloniști la 1808. Așezarea însă s-a format pe ruinele satului Sillach, coloniei fiindu-i dat numele de Rauthendorf de la numele lui Rauth, un funcționar care a jucat un rol important în procesul de colonizare. Ulterior localitatea a luat numele de Deutschsanktmichael, echivalentul german al numelui actual.

## Apele termale
În 1977 au fost descoperite la Sânmihaiu German ape termale. Descoperirea a avut loc în timpul sondării teritoriului în căutarea unor puțuri de petrol. Sursa apelor se regăsește la peste 2.400 m adâncime. Inițial s-a încercat exploatarea lor pentru încălzirea termică. Conform studiilor științifice efectuate, aceste ape, deosebit de fierbinți, sunt benefice afecțiunilor reumatice, însă sunt contraindicate persoanelor cu afecțiuni cardiovasculare, datorită temperaturilor ridicate. Problema s-a rezolvat în timp prin moderarea temperaturii. 